# Hindersmässan
Hindersmässan är en marknad som arrangeras sista veckan i januari.  
Det är den äldsta traditionen i Örebro, marknaden har arrangerats sedan 1300-talet. 

## Historik
Hindersmässan hölls för första gången på 1300-talet som en marknad där bergsmännen från Bergslagen sålde sitt järn. Järnet släpades ner vintertid från de talrika hyttorna i Bergslagen. Örebro hade en viktig hamn varifrån järnet fördes vidare. Det skedde dock ingen försäljning år 1446 då marknaden förbjudits av Kristofer av Bayern. Nu är järnförsäljningen ett minne blott men Hindersmässan lever kvar.
Namnet "Hinder" kommer från biskop Henrik i Gamla Uppsala (Sankt Henrik). Helgonet firades i gamla almanackan den 19 januari − "Hindersmässa". I samband med helgdagen hölls marknad i Örebro.

## Hindersmässan idag
Med ett besökarantal på cirka 80 000 är den ett av Örebros mest omfattande och återkommande evenemang. Marknadens huvuddel hålls på Stortorget. Marknaden breder också ut sig utefter Drottninggatan, Storgatan och Järntorget. Vissa år har marknaden också funnits på Hamnplan.

## Bergshandteringens Vänner
Föreningen Bergshandteringens vänner instiftades vid Hindersmässan år 1864. Föreningen håller årsmöte och middag i samband med Hindersmässan. Föreningen ordnar föredrag och diskussioner med anknytning till gruv- och stålbranschen i samband med Hindersmässan.

## Knutsmässo marknad
I Knutsmässo marknad (1916) har Hjalmar Bergman i romanens form berättat om Hindersmässan på 1840-talet.